# 山本アーセン
山本 アーセン（やまもと あーせん、1996年9月8日 - ）は、日本の男性総合格闘家。元レスリング選手。神奈川県出身。KRAZY BEE所属。

## 来歴
祖父は1972年ミュンヘンオリンピックのグレコローマンレスリング57kg級7位の山本郁榮、母親は元世界チャンピオンの山本美憂、叔父は総合格闘家の山本"KID"徳郁、叔母は元世界チャンピオンの山本聖子というレスリング一家の下に生まれたこともあり、レスリングは4歳の時に始めた。実父は元プロサッカー選手の池田伸康で出生名は池田怜、母が格闘家のエンセン井上と再婚してから、アーセン＝athene＝アテネという意味を込めてアーセンに改名された。
小学生の時はPUREBREDや木口道場レスリング教室に所属しながら、全国少年少女レスリング選手権大会で何度も優勝を飾った。あざみ野中学1年の時には全国中学生選手権66kg級で3位になった。その後、グレコローマンレスリングが盛んで、近隣諸国にもアクセスしやすいという理由からハンガリーにレスリング留学することになった。その際には、｢2016年の五輪で金メダルを取る。でも五輪はそれが最初で最後。僕は人生を楽しみたい派。レゲエ歌手になってカンボジアとかに寄付したり、人と人をつなぐような仕事がしたい｣と将来の展望を語った。
ハンガリーではインターナショナルスクールのバビロン高校に通うとともに、スポーツ養成学校で練習を積みながら、ハンガリーナショナルチームの合宿などにも参加して力を付けていった。年に2度開催されるハンガリーの国内選手権では7連覇を達成するまでになった。
2011年6月、両親が離婚したため、佐々木アーセンから山本アーセンに改名した。
2013年にはジュニアオリンピックカデットの部に参加するために4年ぶりに国内大会に参戦すると、グレコローマンの69kg級で優勝を飾って世界カデット選手権代表に選出された。世界カデット選手権では決勝でヨーロッパカデット選手権を3連覇しているトルコのセルカン・アッコユンを破り優勝を果たした。この際に、高校卒業後もハンガリーに残ってレスリングを続ける意向を示したが、「国籍は絶対に日本のままです。僕は日本で生まれたことを誇りに思っています」と今後も日本代表で国際大会に出場しながら、リオデジャネイロオリンピックを目指すことを明言した。2014年には日本レスリング協会より、2020年の東京オリンピックに向けての強化対象となるターゲット選手に選ばれた。
2015年にハンガリーの高校を卒業して帰国するが、怪我により全日本選抜選手権に出場できず、結果としてリオデジャネイロオリンピックは断念した。

### RIZIN
2015年12月31日、総合格闘家に転向し、RIZINと契約。RIZINデビュー戦及びにプロデビュー戦となるRIZIN FIGHTING WORLD GRAND-PRIX 2015 さいたま3DAYSでヒクソン・グレイシーの息子であるクロン・グレイシーと対戦し、クロンの腕十字を切り返すなど奮闘するが、1ラウンドに三角絞めで敗れた。
2016年9月25日、RIZIN FIGHTING WORLD GRAND-PRIX 2016 無差別級トーナメント 開幕戦（RIZIN.2）にて才賀紀左衛門と対戦し、判定勝ち。
2016年10月22日、結婚。2019年2月に第一子誕生。
2019年6月2日、RIZIN.16でティム・エスクトゥルースと対戦し、右の肘打ちで1RKO勝利。
2020年8月9日、RIZIN.22で加藤ケンジと対戦。大会唯一の海外渡航選手として約1年2か月ぶりの試合に臨んだが1Rに右フックでKO負け。
2020年から2023年まで、腰の圧迫骨折など度重なる大怪我を負い、完治に時間がかかり約3年間の長期離脱。
2023年、約5kg下のフライ級に転向。
2023年5月6日、RIZIN.42でDEEPフライ級トーナメント・ベスト4の伊藤裕樹と対戦し、繰り返しテイクダウンして圧倒し3-0の判定勝ちを収めた。
2023年9月24日、RIZIN.44で元修斗フライ級王者の福田龍彌と対戦し、判定ではどちらに転ぶかわからない僅差の展開となるも、3Rに福田のパンチで瞼の上を大きくカットして出血したことでドクターストップによる負傷TKO負けとなった。

## 人物
結婚していたが2021年に離婚した。

## 戦績

### 総合格闘技
| 総合格闘技 戦績 | 総合格闘技 戦績 | 総合格闘技 戦績 | 総合格闘技 戦績 | 総合格闘技 戦績 | 総合格闘技 戦績 | 総合格闘技 戦績 |
| --------------- | --------------- | --------------- | --------------- | --------------- | --------------- | --------------- |
| 13 試合         | (T)KO           | 一本            | 判定            | その他          | 引き分け        | 無効試合        |
| 5 勝            | 2               | 1               | 2               | 0               | 0               | 0               |
| 8 敗            | 3               | 5               | 0               | 0               | 0               | 0               |

| 勝敗 | 対戦相手                 | 試合結果                                      | 大会名                                                                                  | 開催年月日     |
| ×    | 神龍誠                   | 1R 2:55 ギロチンチョーク                      | 超RIZIN.4 真夏の喧嘩祭り 【RIZINフライ級王座決定トーナメント1回戦】                     | 2025年7月27日  |
| ○    | 冨澤大智                 | 2R 1:24 リアネイキッドチョーク                | RIZIN男祭り                                                                             | 2025年5月4日   |
| ×    | 柴田"MONKEY"有哉         | 1R 1:45 膝十字固め                            | RIZIN LANDMARK 9                                                                        | 2024年3月23日  |
| ×    | 福田龍彌                 | 3R 1:36 TKO（瞼カットによるドクターストップ） | RIZIN.44                                                                                | 2023年9月24日  |
| ○    | 伊藤裕樹                 | 5分3R終了 判定3-0                             | RIZIN.42                                                                                | 2023年5月6日   |
| ×    | 加藤ケンジ               | 1R 3:32 KO（右フック）                        | RIZIN.22 - STARTING OVER -                                                              | 2020年8月9日   |
| ○    | ティム・エスクトゥルース | 1R 2:04 KO（スタンドの右肘）                  | RIZIN.16                                                                                | 2019年6月2日   |
| ×    | 宮田和幸                 | 2R 3:23 アームロック                          | RIZIN.14                                                                                | 2018年12月31日 |
| ×    | マネル・ケイプ           | 1R 1:11 TKO（左ハイキック→パウンド）          | RIZIN FIGHTING WORLD GRAND-PRIX 2017 1st ROUND -秋の陣- 【バンタム級トーナメント1回戦】 | 2017年10月15日 |
| ○    | ジェシー・ローグ         | 1R 2:01 TKO（ドクターストップ）               | KOTC: Fire Starter                                                                      | 2017年6月9日   |
| ×    | 所英男                   | 1R 1:19 腕ひしぎ十字固め                      | RIZIN FIGHTING WORLD GRAND-PRIX 2016 無差別級トーナメント FINAL ROUND                   | 2016年12月31日 |
| ○    | 才賀紀左衛門             | 2R（10分/5分）終了 判定2-1                    | RIZIN FIGHTING WORLD GRAND-PRIX 2016 無差別級トーナメント 開幕戦                        | 2016年9月25日  |
| ×    | クロン・グレイシー       | 1R 4:58 三角絞め                              | RIZIN FIGHTING WORLD GRAND-PRIX 2015 さいたま3DAYS                                      | 2015年12月31日 |

## レスリング成績
- 2003年 - 全国少年少女レスリング選手権大会 優勝（30kg級）
- 2005年 - 全国少年少女レスリング選手権大会 優勝（39kg級）
- 2006年 - 全国少年少女レスリング選手権大会 優勝（45kg級）
- 2007年 - 全国少年少女レスリング選手権大会 2位（54kg超級）
- 2008年 - 全国少年少女レスリング選手権大会 優勝（57kg超級）
- 2009年 - 全国中学生選手権 3位（66kg級）
- 2013年 - ジュニアオリンピック カデットの部 優勝（69kg級）
- 2013年 - 世界カデット選手権 優勝（69kg級）
- 2015年 - ジュニアオリンピック ジュニアの部 3位（66kg級）

### 試合映像
1. ↑  『【試合映像】伊藤裕樹 vs. 山本アーセン / Yuki Ito vs. Erson Yamamoto - RIZIN.42』RIZIN公式YouTubeチャンネル、2023年。

### 補足映像
1. ↑  『【番組】RIZIN CONFESSIONS  #125（※番組内で試合映像＆山本アーセンと伊藤裕樹による試合振り返りドキュメンタリー番組）』RIZIN公式YouTubeチャンネル、2023年。